# Fearless (álbum de Taylor Swift)
Fearless (en español: Sin miedo) es el segundo álbum de estudio de la cantante y compositora estadounidense Taylor Swift, fue lanzado el 11 de noviembre de 2008 por el sello discográfico Big Machine Records. Escrito predominantemente por Swift mientras promocionaba su álbum debut homónimo de 2006 en 2007-2008, Fearless presenta créditos de composición adicionales de Liz Rose, Hillary Lindsey, Colbie Caillat y John Rich. Swift escribió ella misma siete de las 13 pistas de la edición estándar y, en su debut como productora discográfica, coprodujo el álbum con Nathan Chapman.
Musicalmente Fearless es un álbum de country pop cuya composición incorpora instrumentos asociados al country como banjos, violines, mandolinas y guitarras acústicas, que se entrelazan con guitarras eléctricas y cuerdas dinámicas. Los críticos musicales encontraron que el álbum presentaba un atractivo crossover aportado por las influencias de diferentes estilos de pop, folk y rock. Inspirada en los sentimientos adolescentes de Swift, las letras exploran temas de romance, angustia y aspiraciones. El título del álbum se refiere al tema general de todas sus pistas, ya que en conjunto representan el coraje de Swift para aceptar los desafíos del amor.
Tras el lanzamiento de Fearless, los críticos musicales elogiaron la composición de Swift por ofrecer melodías amigables para la radio y un compromiso emocional que atrajo no solo a los adolescentes sino también a una amplia audiencia. El álbum fue un éxito comercial, debutó en el puesto número uno del Billboard 200 y del Top Country Albums, vendiendo 592 mil copias en su primera semana en Estados Unidos, siendo la mayor suma para un álbum en ese país desde Long Road Out of Eden de Eagles en noviembre de 2007. Fearless luego se convirtió en el primer álbum en vender un millón de copias en el 2009 y ganó el título del álbum más vendido de ese mismo año en los Estados Unidos, logrando vender 3 127 000 copias. A partir de septiembre de 2010, el álbum ha sido certificado 8 veces platino por la RIAA, y hasta enero de 2015, vendió 6.9 millones de copias solamente en los Estados Unidos. Ya hasta 2020, Fearless ha vendido más de 8 millones de copias a nivel mundial.
El primer sencillo del álbum, «Love Story», fue la primera canción de Swift en lograr un éxito comercial internacionalmente. Llegó al número 1 en Australia, número 3 en Nueva Zelanda, y número 2 en Reino Unido. El tercer sencillo del álbum, «You Belong with Me», se convirtió en su mayor éxito nacional, llegando al número 2 en Billboard Hot 100. Para promocionar el álbum, Swift se embarcó en la gira Fearless Tour, que se desarrolló desde abril de 2009 hasta julio de 2010. El álbum se mantuvo en el primer lugar del Billboard 200 durante once semanas no consecutivas, y también fue el primer álbum en la historia en ganar, en el mismo año, el premio para álbum del año en los American Music Awards (AMA), Country Music Association Award (CMA) y el premio Grammy.
La regrabación del álbum, que forma parte de la contramedia de Swift al cambio de propiedad de los másteres de sus primeros seis álbumes, se lanzó bajo el título de Fearless (Taylor's Version) el 9 de abril de 2021, siendo esta la primera regrabación de la cantante. Esta versión está conformada por 19 canciones provenientes de la versión estándar y la Platinum Edition original del álbum, junto a la canción de banda sonora, «Today Was a Fairytale» y 6 canciones inéditas subtituladas como "From the Vault", dejando un total de 26 canciones.

## Promoción
Swift representó las canciones de Fearless para muchas entregas de premios, incluyendo CMA Awards, American Music Awards, los premios Grammy número 51, Academy of Country Music, CMT Awards y los MTV Video Music Awards en el 2009. Algunas de estas presentaciones ha sido junto a otros artistas, como Stevie Nicks.
Para promocionar el álbum, Swift apareció en varios programas de televisión, como Late Show with David Letterman, The Ellen Degeneres Show, Saturday Night Live. Para promocionar el álbum en Reino Unido, apareció en el programa de música T4, Loose Women y BBC Breakfast. En septiembre de 2008, "White Horse" fue presentada durante el estreno de temporada de Grey's Anatomy.

### Gira
En la primavera del 2009, Swift encabezó una extensa gira, vendió en 52 ciudades el Fearless Tour en Estados Unidos y Canadá, con la apertura de Kellie Pickler y Gloriana. Tras el éxito de Fearless en Reino Unido, Swift luego fue con su gira a Londres y Mánchester en el otoño, como también en la secundaria Bishop Ireton en Alexandria, después de que la escuela ganara por una presentación por ella como parte de un concurso patrocinado por Verizon Wireless.
De acuerdo con Country Standard Time, la gira "presentaba una presentación increíble de teatro con gráficos, platós y elementos visuales diseñados por Swift." Cada concierto consistió en presentaciones de Swift en cinco guitarras y un piano, como también cambios múltiples de ropa y un sistema de iluminación con un castillo de cuento de hadas. La mayoría de las actuaciones de Swift fueron agotados en horaS; su concierto el 27 de agosto de 2009 en Madison Square Garden se vendieron en menos de un minuto de su disponibilidad.
Después de finalizar la primera etapa de Fearless Tour, Swift salió de nuevo en gira el 4 de marzo de 2010, después de regresar de cinco conciertos en Australia en febrero de 2010. El tour estuvo preparado el 5 de junio de 2010.
De acuerdo con un anuncio por ella en su canal oficial de YouTube, el tour Fearless vendió en un total de 63 ciudades en cuatro países diferentes.

### MiniserieJourney to Fearless
Taylor Swift: Journey to Fearless fue una miniserie de televisión de tres episodios que se transmitió por el canal de televisión The Hub, estrenada el 22 de octubre de 2010 y protagonizada por la cantante de country pop Taylor Swift. Fue lanzado en Blu-ray y DVD con un total de 135 minutos y un especial a través de Shout! Factory el 11 de octubre de 2011. Journey to Fearless atrajo un aproximado de 106.000 espectadores. La serie se emitió debido al éxito de la gira Fearless Tour.

#### Lista de canciones

##### Episodio 1
1. "You Belong with Me"
2. "Tim McGraw"
3. "Fifteen"
4. "Teardrops on My Guitar"
5. "Our Song"

##### Episodio 2
1. "Today Was a Fairytale"
2. "Love Story"
3. "Hey Stephen"
4. "Tell Me Why"
5. "The Best Day"

##### Episodio 3
1. "Fearless"
2. "Forever & Always"
3. "Picture to Burn"
4. "Should've Said No"

#### Reparto
- Taylor Swift
- Andrea Swift
- Scott Swift
- Abigail Anderson
- Amos Heller
- Grant Mickelson
- Al Wilson
- Paul Sidoti
- Mike Meadows
- Caitlin Evanson
- Liz Huett
- Claire Callaway
- Lacey Mason
- Charity Baroni

#### Lanzamiento enBlu-rayyDVD
La serie de televisión fue lanzada en un solo disco Blu-ray y en DVD el 11 de octubre de 2011. El Blu-ray contiene los tres episodios y actuaciones en catorce tomas de Fearless Tour.
| Lista de canciones que aparecieron en el Blu-Ray |                          |          |  |
| N.º                                              | Título                   | Duración |  |
| 1.                                               | «You Belong with Me»     |          |  |
| 2.                                               | «Tim McGraw»             |          |  |
| 3.                                               | «Fifteen»                |          |  |
| 4.                                               | «Teardrops on My Guitar» |          |  |
| 5.                                               | «Our Song»               |          |  |
| 6.                                               | «Today was a Fairytale»  |          |  |
| 7.                                               | «Love Story»             |          |  |
| 8.                                               | «Hey Stephen»            |          |  |
| 9.                                               | «Tell Me Why»            |          |  |
| 10.                                              | «The Best Day»           |          |  |
| 11.                                              | «Fearless»               |          |  |
| 12.                                              | «Forever & Always»       |          |  |
| 13.                                              | «Picture to Burn»        |          |  |
| 14.                                              | «Should've Said No»      |          |  |

## Críticas
Fearless ha sido aclamado por muchos profesionales de la música, ganando así todas las candidaturas a las nominaciones en el campo de la música country y ganando su premio Grammy, Álbum del Año.
De acuerdo con Metacritic, recibió una puntuación media de 73. 
"Newsday" le dio al álbum una "A", llamándolo "sabio para su edad". James Reed de Boston Globe le dio al álbum una crítica positiva fuerte diciendo "La estrella joven de country de Fearless prueba que ella es sólo eso, y más." Allmusic dijo que la forma en que Swift escribe su música y cómo ella maduró en el nuevo álbum: "El toque suave de Swift es tan duradero como su arte de hacer canciones, y ésta maduración musical quizás no pueda ser trasluchada con su edad pero hace hacer "Fearless" uno de los mejores discos de pop en el 2008". La revista Rolling Stone dijo que "la mezcla musical es casi un profesionalismo impersonal - es tan rigurosamente que parece que ha sido diseñado científicamente en una fábrica de golpe - con confesiones que son íntimas y verdaderas."
"Fearless" está catalogado como el 39 mejor álbum del 2008 por "Rolling Stone".

## Edición Platino
Swift lanzó "Fearless: Platinum Edition" el 26 de octubre de 2009. El álbum contiene las mismas canciones además con seis pistas adicionales y un DVD.
Los fans de Taylor tienen un apetito increíble por su nueva música y por sus experiencias de vida en curso. Los dos millones de fanes que ha comprado "Fearless" en semanas de lanzamiento el año pasado están gritando por nueva música de Taylor y Taylor se las ha entregado. Hay seis canciones más, más de cincuenta nuevas fotografías de Fearless Tour en el 2009, una nueva hermosa portada, todos los vídeos de todos los exitosos sencillos y un montón de imágenes nuevas de Taylor.
—Scott Borchetta, Presidente/CEO de Big Machine Records

## Sencillos

### «Love Story»
"Love Story" es una canción escrita y grabada por la cantante americana de country Taylor Swift. Es el primer sencillo de su segundo álbum, Fearless. La canción fue lanzada en septiembre del 2008, y en noviembre de ese año, llegó al top de las listas de Billboard en música country, convirtiendo su tercer Billboard número uno. También se convirtió en el mayor éxito en Billboard Hot 100 llegando al número 4. "Love Story" fue el primer sencillo internacional de Swift, incursionando en otros mercados fuera de Norteamérica y Australia. Además, "Love Story" es la cuarta canción mejor vendida digitalmente descargada por una artista femenina. La canción fue parte de la lista de canción de Now That's What I Call Country Volume 2.

### «White Horse»
"White Horse" es el título de la canción escrita por la cantante americana de country Taylor Swift y coescrita por Liz Rose. Es el segundo sencillo oficial lanzado de su álbum Fearless. Es el séptimo sencillo oficial lanzado de su carrera. Esta canción aparece en la quinta temporada del estreno de Grey's Anatomy, "Dream a Little Dream of Me".1 "White Horse" se convirtió en el primer vídeo en debutar en el número uno en CMT, en Top Twenty Countdown. La canción ganó dos Premios Grammy por Mejor Canción Country y Mejor Interpretación Country Femenina.2

### «You Belong with Me»
"You Belong with Me" fue el cuarto sencillo y fue lanzado en agosto de 2008. La canción también fue el tercer sencillo oficial en Reino Unido, lanzado en septiembre de 2008. Llegó al número dos en Billboard Hot 100 convirtiendo el sencillo más alto de Swift hasta la fecha como también en su cuarto éxito número uno en la lista de Billboard.

### «Fifteen»
"Fifteen" fue el quinto sencillo y fue lanzado para las radios en agosto de 2008. El sencillo fue oficialmente lanzado en Estados Unidos en septiembre de 2008, y llegó al número 7 en Hot Country Songs y número 23 en Billboard Hot 100.

### «Fearless»
"Fearless" fue el sexto y último sencillo del álbum y fue lanzado en enero de 2010 como sencillo digital del álbum. La canción llegó al número 9 en Billboard Hot 100 y número 10 en Hot Country Songs, convirtiéndose en el sencillo más bajo en la lista de country en Billboard.

## Lista de canciones
| Edición estándar |                                |                                         |          |  |
| N.º              | Título                         | Escritor(es)                            | Duración |  |
| 1.               | «Fearless»                     | Taylor Swift, Liz Rose, Hillary Lindsey | 4:01     |  |
| 2.               | «Fifteen»                      | Swift                                   | 4:54     |  |
| 3.               | «Love Story»                   | Swift                                   | 3:55     |  |
| 4.               | «Hey Stephen»                  | Swift                                   | 4:14     |  |
| 5.               | «White Horse»                  | Swift, Rose                             | 3:54     |  |
| 6.               | «You Belong with Me»           | Swift, Rose                             | 3:51     |  |
| 7.               | «Breathe» (con Colbie Caillat) | Swift, Caillat                          | 4:23     |  |
| 8.               | «Tell Me Why»                  | Swift, Rose                             | 3:20     |  |
| 9.               | «You're Not Sorry»             | Swift                                   | 4:21     |  |
| 10.              | «The Way I Loved You»          | Swift, John Rich                        | 4:04     |  |
| 11.              | «Forever & Always»             | Swift                                   | 3:45     |  |
| 12.              | «The Best Day»                 | Swift                                   | 4:05     |  |
| 13.              | «Change»                       | Swift                                   | 4:40     |  |
| 53:41            |                                |                                         |          |  |

| Edición internacional |                                                  |              |          |  |
| N.º                   | Título                                           | Escritor(es) | Duración |  |
| 3.                    | «Love Story» (versión internacional)             | Swift        | 3:55     |  |
| 14.                   | «Our Song» (versión internacional)               | Swift        | 3:21     |  |
| 15.                   | «Teardrops on My Guitar» (versión internacional) | Swift, Rose  | 3:15     |  |
| 16.                   | «Should've Said No» (versión internacional)      | Swift        | 4:08     |  |
| 64:25                 |                                                  |              |          |  |

| Edición platino |                                    |                                                      |          |  |
| N.º             | Título                             | Escritor(es)                                         | Duración |  |
| 1.              | «Jump Then Fall»                   | Swift                                                | 3:57     |  |
| 2.              | «Untouchable»                      | Cary Barlowe, Nathan Barlowe, Tommy Lee James, Swift | 5:11     |  |
| 3.              | «Forever & Always» (versión piano) | Swift                                                | 4:27     |  |
| 4.              | «Come In with the Rain»            | Swift, Rose                                          | 3:58     |  |
| 5.              | «SuperStar»                        | Swift, Rose                                          | 4:21     |  |
| 6.              | «The Other Side of the Door»       | Swift                                                | 3:57     |  |
| 7.              | «Fearless»                         | Swift, Rose, Lindsey                                 | 4:01     |  |
| 8.              | «Fifteen»                          | Swift                                                | 4:54     |  |
| 9.              | «Love Story»                       | Swift                                                | 3:55     |  |
| 10.             | «Hey Stephen»                      | Swift                                                | 4:14     |  |
| 11.             | «White Horse»                      | Swift, Rose                                          | 3:54     |  |
| 12.             | «You Belong with Me»               | Swift, Rose                                          | 3:51     |  |
| 13.             | «Breathe» (con Colbie Caillat)     | Swift, Caillat                                       | 4:23     |  |
| 14.             | «Tell Me Why»                      | Swift, Rose                                          | 3:20     |  |
| 15.             | «You're Not Sorry»                 | Swift                                                | 4:21     |  |
| 16.             | «The Way I Loved You»              | Swift, Rich                                          | 4:04     |  |
| 17.             | «Forever & Always»                 | Swift                                                | 3:45     |  |
| 18.             | «The Best Day»                     | Swift                                                | 4:05     |  |
| 19.             | «Change»                           | Swift                                                | 4:40     |  |
| 79:19           |                                    |                                                      |          |  |

Videos
- "Love Story"
- "White Horse"
- "You Belong with Me"
- "Change"
- "Fifteen"
- "Fearless"
- "The Best Day"

Bonus tracks Australianos
- "Our Song" - 3:24
- "Teardrops on My Guitar" - 3:36
- "Love Story" (US Pop Mix) . 3:56
- "Crazier" - 3:09

- 3:09

Bonus tracks Japoneses
- "Beautiful Eyes" - 3:59
- "Picture to Burn" - 2:57
- "I'm Only Me When I'm with You" - 3:33
- "I Heart ?" - 3:17

Reino Unido iTunes Bonus track
- "Umbrella" (En vivo desde SoHo) - 1:31
- "Video Interview Piece" - 3:00

Descarga Digital Reino Unido Bonus Track (exluyendo iTunes)
- "Love Story" (J Stax Radio Mix) - 3:38

DVD
- "Watch the Recording Session of "Change"
- "In the Studio with Taylor Swift and Colbie Caillat Recording "Breathe" - 13:01

Letras específicas fueron capitalizadas en las letras en su folleto de cubierta, deletreando mensajes ocultos en cada canción.

## Ventas y posiciones

### Ventas y certificaciones
Fearless vendió 592 000 copias en Estados Unidos en su primera semana-la mayor suma más larga para un álbum en un país desde el disco de Eagles, Long Road Out of Eden en noviembre de 2007. De estas 592,000 copias, 129,000 fueron digitales; la semana más grande para un cuarto álbum digital desde que Nielsen SoundScan comenzó a registrarlos en 2004. En julio de 2009, "Fearless" fue anunciado como el álbum más vendido de la primera mitad del 2009 en los Estados Unidos. 
"Fearless" eventualmente ha sido certificado 6x Platino por la RIAA, tras superar las ventas de seis millones Hasta enero de 2015, el álbum había vendido 6.9 millones de copias solo en Estados Unidos. Se estima que Fearless ha llegado a vender más de 13 100 000 de copias a nivel mundial.
| Región         | Proveedor | Certificación | Ventas       |  |
| -------------- | --------- | ------------- | ------------ |  |
| Australia      | ARIA      | 7× Platino    | 500,000      |  |
| Canadá         | CRIA      | 6× Platino    | 500,000      |  |
| Irlanda        | IRMA      | 2× Platino    | 30,000       |  |
| Japón          | RIAJ      | Oro           | 100,000      |  |
| México         | AMPROFON  | Oro           | 50,000       |  |
| Nueva Zelanda  | RIANZ     | 2× Platino    | 35,000       |  |
| Reino Unido    | BPI       | 2x Platino    | 600,000      |  |
| Alemania       | BPI       | Gold          | 100,000      |  |
| Estados Unidos | RIAA      | Diamante      | 10,000,000 + |  |

## Premios y nominaciones
| Año  | Premiación                         | Categoría           | Resultado | Ref.   |
| ---- | ---------------------------------- | ------------------- | --------- | ------ |
| 2010 | 52.ª edición de los Premios Grammy | Álbum del año       | Ganador   | [ 34 ] |
| 2010 | 52.ª edición de los Premios Grammy | Mejor álbum country | Ganador   | [ 34 ] |

## Posiciones
"Fearless" es el quinto álbum con más duración en número uno del Billboard 200 por una artista femenina en la historia.
A partir de marzo de 2010, el álbum pasó 58 semanas no consecutivas en el top 10 en Billboard 200, también haciéndolo uno de los álbumes de más larga duración en el top 10 en la historia de Billboard.
En noviembre de 2009, con ocho sencillos de su relanzamiento de Fearless, Swift estableció un récord por la mayoría de canciones por una artista femenina simultáneamente en el Billboard Hot 100: "Jump Then Fall" en el número 10, "Untouchable" en el número 19, "The Other Side of the Door" en el número 22, "SuperStar" en el número 27 y "Come in with the Rain" en el número 30, "You Belong with Me" en el número 14, "Forever & Always" en el número 34 y "Fifteen" en el número 46. 
Además, la canción "Two Is Better Than One" por Boys Like Girls con Swift debutó en el número 80. Esto le dio a Swift seis debuts en una semana, el mayor número de éxitos por una artista femenina en todos los tiempos, en el sentido de establecer un nuevo récord por el mayor número de canciones en listas por una artista femenina en la misma semana en un total de nueve.
Con "Fifteen", Swift también empató con "Beyoncé con 20 Top 40 sencillos como artista femenina con la mayoría de Top 40 en la década. Su colaboración con John Mayer en "Half of My Heart" por su álbum de estudio Battle Studies, sin embargo, le dio la delantera después de que la canción debutara en el número 25 en el Billboard Hot 100.
| \| Lista (2008/2009/2010) \| Posición \| \| ------------------------------------- \| -------- \| \| Australian Albums Chart[39] \| 2 \| \| Australian Country Chart[40] \| 1 \| \| Austrian Albums Chart[41] \| 14 \| \| Belgian Albums Chart (Flanders)[41] \| 52 \| \| Belgian Albums Chart (Wallonia)[41] \| 68 \| \| Brazilian Albums Chart[42] \| 18 \| \| Canadian Albums Chart[43] \| 1 \| \| Danish Albums Chart[41] \| 23 \| \| Dutch Albums Chart[41] \| 43 \| \| French Albums Chart[41] \| 14 \| \| German Albums Chart[44] \| 12 \| \| Greek International Albums Chart[45] \| - \| \| Irish Albums Chart[46] \| 7 \| \| Japanese Albums Chart[46] \| 8 \| \| Mexican Albums Chart[47] \| 37 \| \| New Zealand Albums Chart[41] \| 1 \| \| Norwegian Albums Chart[41] \| 5 \| \| Russian Albums Chart[48] \| 17 \| \| Spanish Album Chart[41] \| 1 \| \| Swedish Albums Chart[41] \| 12 \| \| Swiss Albums Chart[41] \| 35 \| \| Turkish Country Chart[49] \| 1 \| \| UK Albums Chart[50] \| 5 \| \| U.S. Billboard 200[43] \| 1 \| \| U.S. Billboard Top Country Albums[43] \| 1 \| |          |
| Lista (2008/2009/2010) | Posición |
| Australian Albums Chart | 2        |
| Australian Country Chart | 1        |
| Austrian Albums Chart | 14       |
| Belgian Albums Chart (Flanders) | 52       |
| Belgian Albums Chart (Wallonia) | 68       |
| Brazilian Albums Chart | 18       |
| Canadian Albums Chart | 1        |
| Danish Albums Chart | 23       |
| Dutch Albums Chart | 43       |
| French Albums Chart | 14       |
| German Albums Chart | 12       |
| Greek International Albums Chart | -        |
| Irish Albums Chart | 7        |
| Japanese Albums Chart | 8        |
| Mexican Albums Chart | 37       |
| New Zealand Albums Chart | 1        |
| Norwegian Albums Chart | 5        |
| Russian Albums Chart | 17       |
| Spanish Album Chart | 1        |
| Swedish Albums Chart | 12       |
| Swiss Albums Chart | 35       |
| Turkish Country Chart | 1        |
| UK Albums Chart | 5        |
| U.S. Billboard 200 | 1        |
| U.S. Billboard Top Country Albums | 1        |

## Lanzamiento
| País                             | Fecha                   | Sello                               |
| -------------------------------- | ----------------------- | ----------------------------------- |
| Estados Unidos                   | 11 de noviembre de 2008 | Big Machine Records                 |
| Canadá                           | 11 de noviembre de 2008 | Universal Music Group International |
| Australia                        | 15 de noviembre de 2008 | Universal Music Group International |
| Australia (Edición limitada)     | 27 de febrero de 2009   | Universal Music Group International |
| España                           | 2 de marzo de 2009      | Universal Music Group International |
| Irlanda                          | 6 de marzo de 2009      | Universal Music Group International |
| Italia                           | 6 de marzo de 2009      | Universal Music Group International |
| Taiwán                           | 6 de marzo de 2009      | Universal Music Group International |
| Reino Unido                      | 8 de marzo de 2009      | Mercury Records                     |
| Filipinas                        | 8 de marzo de 2009      | Universal Music Group International |
| Malasia                          | 8 de marzo de 2009      | Universal Music Group International |
| Tailandia                        | 8 de marzo de 2009      | Universal Music Group International |
| India Edición India              | Marzo de 2009           | Universal Music Group International |
| Nueva Zelanda                    | 9 de marzo de 2009      | Universal Music Group International |
| Rusia                            | 9 de marzo de 2009      | Universal Music Group International |
| Suecia                           | 11 de marzo de 2009     | Universal Music Group International |
| Bélgica                          | 11 de marzo de 2009     | Universal Music Group International |
| México                           | 17 de marzo de 2009     | Universal Music Group International |
| Brasil                           | 31 de marzo de 2009     | Universal Music Group International |
| Alemania                         | 15 de mayo de 2009      | Universal Music Group International |
| Japón                            | 24 de junio de 2009     | Universal Music Group International |
| Francia[cita requerida]          | 20 de julio de 2009     | Universal Music Group International |
| Estados Unidos (Edición Platino) | 26 de octubre de 2009   | Big Machine Records                 |
| Canadá (Edición Platino)         | 26 de octubre de 2009   | Universal Music Group International |
| Australia (Edición Platino)      | 16 de noviembre de 2009 | Universal Music Group International |
| Reino Unido (Edición Platino)    | 16 de noviembre de 2009 | Mercury Records                     |
| España (Edición Platino)         | 16 de noviembre de 2009 | Universal Music Group International |
| Filipinas (Edición Platino)      | 16 de noviembre de 2009 | Universal Music Group International |
| México (Edición Platino)         | 2 de marzo de 2010      | Universal Music Group International |
| Turquía (Edición Internacional)  | 1 de abril de 2010      | Universal Music Group International |